# Alexei Nikolajewitsch Werstowski

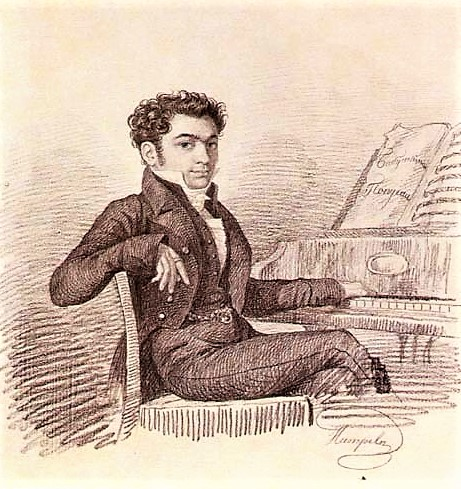
Karl von Hampeln: Porträt Werstowskis, um 1830

Alexei Nikolajewitsch Werstowski (russisch Алексей Николаевич Верстовский; * 18. Februarjul. / 1. März 1799greg. im Gouvernement Tambow; † 5. Novemberjul. / 17. November 1862greg. in Moskau) war ein russischer Komponist.
Werstowski studierte am Ingenieurwissenschaftlichen Institut von Sankt Petersburg und nahm daneben Klavierunterricht bei Daniel Steibelt und John Field und Violinunterricht bei Louis Wilhelm Maurer. Ab 1825 war er Musikinspektor am Kaiserlichen Theater in Moskau, von 1848 bis 1860 leitete er das Theaterbüro in Moskau. 
Mit seiner und Aljabjews Komposition Der Triumph der Musen wurde 1825 der Neubau des Bolschoi-Theaters eröffnet. Sein Werk Askolds Grab war die erste russische Oper, die in den USA aufgeführt wurde. Außer mehr als 20 Vaudevilles komponierte er Melodramen und Schauspielmusiken, Kantaten, Chorwerke, Lieder und Kirchenmusik.